# 2000 PY29
2000 PY29, também escrito como 2000 PY29, é um objeto transnetuniano (TNO) que está localizado no cinturão de Kuiper, uma região do Sistema Solar. Este corpo celeste é classificado como um cubewano. Ele possui uma magnitude absoluta (H) de 7,3 e, tem um diâmetro estimado com cerca de 153 km.

## Descoberta
2000 PY29 foi descoberto no dia 05 de agosto de 2000 pelo astrônomo M. J. Holman.

## Órbita
A órbita de 2000 PY29 tem uma excentricidade de 0.059 e possui um semieixo maior de 44.149 UA. O seu periélio leva o mesmo a uma distância de 41.556 UA em relação ao Sol e seu afélio a 46.741.